# Новичок года АБА
Награда «Новичок года АБА» (англ. ABA Rookie of the Year Award) ежегодно присуждается лучшему новичку Американской баскетбольной ассоциации по итогам регулярного сезона. Награда присуждалась ежегодно с 1968 по 1976 годы, когда Американская баскетбольная ассоциация объединилась с Национальной баскетбольной ассоциации.
Первым игроком, завоевавшим эту награду, стал Мел Дэниелс из команды «Миннесота Маскис», впоследствии ставшим двукратным самым ценным игроком АБА. Два новичка года АБА одновременно признавались самыми ценными игроками регулярного сезона АБА: Спенсер Хейвуд в 1970 году и Артис Гилмор в 1972 году. 

## Победители
| * | Включены в Зал славы баскетбола |

| Сезон      | Игрок           | Позиция             | Команда              |
| ---------- | --------------- | ------------------- | -------------------- |
| 1967/68    | Мел Дэниелс*    | Центровой           | Миннесота Маскис     |
| 1968/69    | Уоррен Джебали  | Защитник / Форвард  | Окленд Окс           |
| 1969/70    | Спенсер Хейвуд* | Форвард / Центровой | Денвер Рокетс        |
| 1970/71[a] | Чарли Скотт*    | Защитник / Форвард  | Вирджиния Сквайрз    |
| 1970/71[a] | Дэн Иссл*       | Центровой / Форвард | Кентукки Колонелс    |
| 1971/72    | Артис Гилмор*   | Центровой           | Кентукки Колонелс    |
| 1972/73    | Брайан Тэйлор   | Защитник            | Нью-Йорк Нетс        |
| 1973/74    | Свен Нэйтер     | Центровой           | Сан-Антонио Спёрс    |
| 1974/75    | Марвин Барнс    | Форвард / Центровой | Спиритс оф Сент-Луис |
| 1975/76    | Дэвид Томпсон*  | Защитник / Форвард  | Денвер Наггетс       |

## Комментарий
- a  Обозначен год, в котором была совместная награда